# 433
Évszázadok: 4. század – 5. század – 6. század
Évtizedek: 380-as évek – 390-es évek – 400-as évek – 410-es évek – 420-as évek – 430-as évek – 440-es évek – 450-es évek – 460-as évek – 470-es évek – 480-as évek
Évek: 428 – 429 – 430 – 431 –  432 – 433 – 434 – 435 – 436 – 437 – 438

## Események

### Nyugat- és Keletrómai Birodalom
- II. Theodosius császárt és Petronius Maximust választják consulnak.
- Aetius visszatér egy nagy hun sereg élén és Ravennához vonul. Sebastianus fővezér Konstantinápolyba menekül, Galla Placidia régens pedig kénytelen visszaadni Aetiusnak régi fővezéri (magister utriusque militiae) méltóságát. Ezzel Aetius (aki feleségül veszi az előző évben meghalt riválisa, Bonifatius özvegyét, Pelagiát) közel két évtizedre a nyugatrómai politika meghatározó alakjává válik.
- Néhány hun törzs menedéket kér II. Theodosius keletrómai császártól és római szolgálatba lép. Rugila hun király követséget küld Konstantinápolyba és háborúval fenyeget, ha nem adják ki a menekülteket.
- III. Sixtus pápa közvetítésével sikerül kibékíteni a nesztoriánus János antiochiai és az antinesztoriánus Kürillosz alexandriai pátriárkákat.

## Születések
- Odoaker, germán származású nyugatrómai politikus

## Halálozások
- Csucsu Menghszün, az észak-kínai Északi Liang állam királya

## Fordítás
- Ez a szócikk részben vagy egészben  a(z)   433 című angol Wikipédia-szócikk ezen változatának fordításán alapul.  Az eredeti cikk szerkesztőit annak laptörténete sorolja fel. Ez a jelzés csupán a megfogalmazás eredetét és a szerzői jogokat jelzi, nem szolgál a cikkben szereplő információk forrásmegjelöléseként.